# Bloomsday
Bloomsday è la commemorazione che si tiene annualmente il 16 giugno a Dublino ed in altre parti del mondo per celebrare lo scrittore irlandese James Joyce. La festività rievoca gli eventi dell'Ulisse, il suo romanzo più celebre, che si svolge in una sola giornata, il 16 giugno 1904, a Dublino.
Festa laica in Irlanda, il nome "Bloomsday" deriva dal cognome del protagonista del romanzo, Leopold Bloom. Inoltre, il 16 giugno è il giorno in cui Joyce e quella che sarà la sua compagna per tutta la vita, Nora Barnacle, si dettero il primo appuntamento, una passeggiata verso il villaggio di Ringsend.
La prima edizione del Bloomsday si è svolta nel 1954, in occasione dei cinquant'anni dalla data in cui è ambientato il romanzo. L'idea dei festeggiamenti venne a un gruppo di scrittori irlandesi, amanti dell’opera joyciana, che decisero di ripercorrere l’itinerario tracciato dal romanzo, visitando i luoghi citati e leggendo in quei posti i brani del testo.

## Attività del Bloomsday

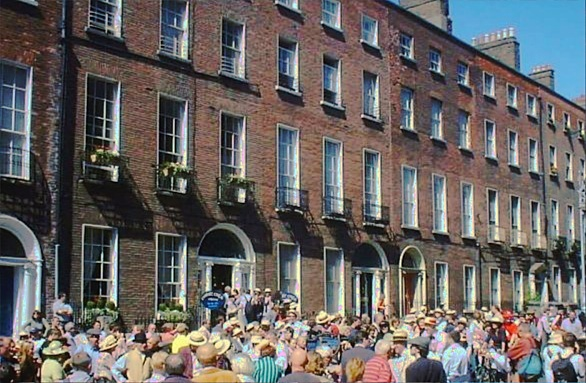
Street party in North Great George's Street, 2004

Durante la giornata si svolgono varie attività culturali come letture pubbliche . Appassionati spesso si vestono in stile edoardiano per celebrare il Bloomsday, e ripercorrono il percorso di Leopold Bloom attraverso alcuni punti di riferimento come il Davy Byrne's pub. Un festival di cinque mesi, il ReJoyce Dublin 2004 si svolse a Dublino tra il 1º aprile e il 31 agosto 2004. Nelle domeniche antecedenti il centesimo anniversario dell'evento del romanzo, diecimila persone a Dublino ricevettero un trattamento speciale dagli Irish breakfast in O'Connel Street che distribuirono gratuitamente salsicce, pancetta, toast, fagioli e pudding, oltre alla birra Guinness.
Il Rosenbach Museum & Library di Philadelphia ospita il manoscritto dell'Ulisse e celebra il Bloomsday con festeggiamenti per le strade che includono reading pubblici, Musica irlandese e cibo della tradizione irlandese fornito dai pub irlandesi locali.
Il Syracuse James Joyce Club celebra il Bloomsday al Johnston's BallyBay Pub a Syracuse, durante il quale viene letta gran parte del libro, oppure viene tenuta una rappresentazione con attori in costume. Il club assegna borse di studio ed altri premi agli studenti che hanno scritto saggi su James Joyce o sulle opere che lo riguardano. La Università di Syracuse, che ha sede in città, ha pubblicato e ristampato molti studi riguardanti James Joyce.
Nel 2004 la Vintage Publishers pubblicò Yes, I Said Yes, I Will Yes: A Celebration of James Joyce, Ulysses, and 100 Years of Bloomsday, curato da Nola Tully, una delle poche monografie che descrivono dettagliatamente l'incremento della popolarità del Bloomsday. Il titolo del volume si rifà alle ultime righe dell'Ulisse.
Dal 1994 il Bloomsday viene celebrato anche nella città ungherese di Szombathely, il luogo di nascita del padre di Leopold Bloom, Virág Rudolf, un emigrato ungherese ed ebreo. L'evento solitamente si svolge nelle vicinanze dei resti di un tempio di Iside del tempo dei romani, e la Blum-mansion, dedicata a Joyce dal 1997, al 40–41 di Fő street, proprietari ed inquilini della quale sono una famiglia di ebrei chiamati Blum. L'autore Ungherese László Najmányi nel suo romanzo del 2007, The Mystery of the Blum-mansion, descrive i risultati di una sua ricerca sulle connessioni tra la famiglia Blum e James Joyce.

## Bloomsday in Italia
La prima celebrazione italiana del Bloomsday, patrocinata dall’ambasciata d’Irlanda, si svolse a Frosinone il 16 giugno del 1982 e fu diretta dall’artista Gian Carlo Riccardi. Al Joyce Day parteciparono lo scrittore Enzo Siciliano nel ruolo di James Joyce e la spogliarellista Dodò D’Amburgo nelle vesti di Molly Bloom. L’occasione è data dal centenario di James Joyce.
A Trieste il 10 ottobre 1993, al teatro Miela si è svolta la prima lettura integrale dell'Ulisse che sia avvenuta, non solo in Italia, negli ultimi anni. L'arrivo di James Joyce a Trieste nel 1904 è stato celebrato il 16 giugno 2004, centenario del primo Bloomsday, con l'inaugurazione del Museo Joyce di Trieste e con diverse manifestazioni nei giorni successivi (conferenze, proiezioni, teatro itinerante).
Dal 2006 Bloomsday è festeggiato a Genova - nell'ambito dell'annuale Festival Internazionale di Poesia - con la lettura pressoché integrale dell'Ulisse in vari luoghi del centro storico da parte di volontari, fra cui studenti, docenti, attori (oltre 60 nel 2008), dalle 9 della mattina del 16 giugno a notte inoltrata.
A Ravenna il Bloomsday si celebra a partire dal 2013; un comitato spontaneo di lettori si riunisce partendo dalla Biblioteca Classense, dove vengono organizzate conferenze e dove si dà inizio alla lettura dell'Ulisse. In seguito si percorrono le vie del centro, con varie soste tra i monumenti e anche in locali pubblici e, come nell'edizione 2016, con collegamenti radiofonici (in quell'anno con la trasmissione Fahrenheit di Radio 2).
Nel 2015 si è svolta a Salerno la prima edizione del Bloomsday, con un reading teatrale tratto da Ulisse e un'inedita mostra di fumetti ispirati al personaggio di Stephen Dedalus. Nel 2017 a Salerno si organizza la terza edizione del Bloomsday presso il M.O.A. - Museum of Operation Avalanche di Eboli (SA), nell'ambito della quale è l'episodio "Ade" ad essere portato in scena con un reading teatrale.
Dal 2022 si svolge a Torino il Bloomsday. L'edizione torinese include altre arti oltre alla letteratura nel nome del flusso di coscienza e nel rispetto del testo dell'Ulisse. Tra i tanti partecipanti alle varie edizioni figurano Enrico Terrinoni, Fabio Pedone e Andrea Cavallo.

## Riferimenti nella cultura di massa
- nel film Per favore, non toccate le vecchiette di Mel Brooks, il personaggio interpretato da Gene Wilder si chiama Leo Bloom in onore del personaggio di Joyce. Nel musical tratto dal film, nella scena che si svolge di sera alla Bethesda Fountain in Central Park, Leo chiede: "Quando sarà il Bloomsday?". Nella scena iniziale, nella quale Bloom incontra per la prima volta Max Bialystock, il calendario appeso al muro dell'ufficio indica la data del 16 giugno, ovvero il Bloomsday.
- il gruppo musicale di San Francisco Bloomsday è stato fondato da estimatori di Joyce che incorporano il tema dell'"epica nell'ordinario" nelle loro canzoni.
- nel film Slacker di Richard Linklater viene letto un estratto dell'Ulisse in una scena del film, mentre un altro film di Linklater, Prima dell'alba, si svolge il 16 giugno.
- il primo verso della canzone degli U2 Breathe, dall'album No Line on the Horizon, contiene la menzione del 16 giugno (16th of June, 9:05...).
- Nella puntata de I Simpson, in cui la famiglia va in Irlanda, si vedono delle persone che leggono Ulisse in occasione della celebrazione.

## Lilac Bloomsday Run
A Spokane, nello stato di Washington, si corre ogni prima domenica di maggio una gara di dodici chilometri chiamata Lilac Bloomsday Run. La prima gara si tenne il 1º maggio e fu una delle corse su strada con più partecipanti nella costa ovest degli Stati Uniti. La connessione con il Bloomsday sta nel fatto che, secondo l'organizzatore Don Kardong, la gara è un'odissea e persone normali sono coinvolte in eroici viaggi ogni giorno della loro vita.